# بول بودنيتز
بول بودنيتز  (بالإنجليزية: Paul Budnitz)؛ (مواليد 14 سبتمبر 1967) رائد أعمال أمريكي. أسس الشبكة الاجتماعية الخالية من الإعلانات إيلو، وأيضًا متجر الألعاب الفنيّة كيدروبوت، للملابس والإكسسوارات. كما يملك أيضًا ويشغل درجات بودنيتز  في برلينغتون، فيرمونت.

## سيرة ذاتية

### بدايات مسيرته
في 1990، تخرج بودنيتز مع مرتبة الشرف في الفنون وبدأ العمل على فِلمين، 93 مليون ميل من الشمس وفِلم البالغ من الطول 13 دقيقة  أشعة فوق البنفسجية. كلا الفلمين ربحا جوائز في مهرجان برلين السينمائي الدولي ووزعا عالميًا. مجلة آرتفورم  أشادت بفِلم 93 مليون ميل «كواحد من أفضل أفلام 1997.»
استخدم بودنيتز أدوبي بريمر لتعديل كامل الفِلم على حاسوب ماكنتوش.

## روابط إضافية
- PaulBudnitz.com نسخة محفوظة 13 أكتوبر 2008 على موقع واي باك مشين.
- بول بودنيتز على موقع IMDb (الإنجليزية)